# Пантен (Шлезвиг-Холштајн)
Пантен (њем. Panten) општина је у њемачкој савезној држави Шлезвиг-Холштајн. Једно је од 131 општинског средишта округа Херцогтум Лауенбург. Према процјени из 2010. у општини је живјело 699 становника. Посједује регионалну шифру (AGS) 1053097.

## Географски и демографски подаци
Пантен се налази у савезној држави Шлезвиг-Холштајн у округу Херцогтум Лауенбург. Општина се налази на надморској висини од 20 метара. Површина општине износи 13,8 km². У самом мјесту је, према процјени из 2010. године, живјело 699 становника. Просјечна густина становништва износи 51 становника/km².